# 小倉学
小倉 学（おぐら まなぶ、1924年12月20日- 1990年5月19日）は、日本の医学博士。
研究分野は学校保健、保健教育、養護教諭の専門性、養護教諭養成制度の確立に尽力した。茨城大学名誉教授。

## 略歴
1942年3月、鹿児島県立種子島中学校（現・鹿児島県立種子島高等学校）卒業、1945年6月陸軍経理学校卒業、1950年3月、熊本医科大学卒業し、1951年8月第10回医師国家試験合格、同時に熊本大学医学部助手（衛生学）となった。1953年6月東京大学教育学部助手（健康教育学）及び同年10月東京大学伝染病研究所研究員を併任した。1960年3月医学博士（東京大学）、同年8月東京大学教育学部講師（健康教育学）となった。1962年茨城大学教育学部助教授。同時に東京大学教育学部及び同大学院非常勤講師（1962～1968、及び1974～1984年）、1964年～1990年茨城大学教授（学校保健）、1990年2月同大学名誉教授。1990年5月19日永眠。
1969年6月～10月茨城大学評議員併任。1971年～1990年日本学校保健学会評議員・幹事。
1978年第25回関東学校保健学会会長。1982年～1984年茨城県学校保健学会会長。1986年第33回日本学校保健学会会長（水戸大会）。

## 研究歴
氏は「趣味は研究すること」と語っていた氏の研究スタイルは現場密着型であった。氏の授業は最新の情報とリアルな研究結果をもとに行われたため、大変興味深く、養護教諭の世界に引き込まれていくものだったと教え子たちは述べていた。氏は、1990年3月、茨城大学を定年退職した。その際に教え子たちに次のような言葉が贈られた２）。「子どもたちへのふだんの対応を大事にしてほしい。そして、それを自己評価していってほしい。そこから、達成の満足感が生まれ、心の健康が増進されることを期待したい。」そして、1990年5月永眠された。（享年65歳）

## 研究の内容

### 保健教育の研究

#### 学校保健教育内容構造化の研究（1962年～1981年）
保健教育内容の基本的内容の選定と構造化の課題に取り組み、1962年に5領域試案を提案した。その後、保健教育の内容を「人体の構造と機能」、「環境と健康」、「疾病予防」、「安全（災害防止）」、「労働と健康」、「集団の健康（公衆衛生）」の６領域に改め概念化した。
小学校での保健学習と1年生から系統的に行う場合のカリキュラム（教育課程）試案、それに基づく指導案・実験授業の結果をまとめた『小学校保健教育の計画と実践』（ぎょうせい、1977年）を出版した。続編として、中学校段階の教育内容の構造化と小学校・中学校間の一貫化・系統化を図った『中学校保健教育の計画と実践－保健教育の現代化を目指して－』（ぎょうせい、1981年）を出版した。

#### 「死の教育」に関する研究（1983年～）
子どもの死別経験・死への態度の調査・死の教育目標・内容に関する研究

### 学校保健の体系化の研究（1960年～）３）：学校保健の進め方、研究調査方法
健康安全の成立条件は、宿主（主体）・環境・行動の三要因の平衡関係として捉え保健管理，保健教育の視点を示した。
保健管理は、「主体管理」「環境管理」「生活（行動）管理」の３つの領域からなり、それぞれに「把握（問題発見）」「改善」「予防（維持）増進」の３側面を持つとした。さらに「保健管理」の諸活動は個別あるいは集団を対象とした保健指導を伴うものである。氏は、「保健管理に伴う保健指導」は「個々の児童生徒の当面している健康問題、つまり課題の解決が直の目標となる」とも述べており、学校保健の目的達成のためには不可欠な意義を持つものとしている。
表1　保健管理の領域・側面・方法
| 領域側面           | 主体管理 （保健事業）                                      | 環境管理 （環境衛生・安全）                            | 生活（行動）管理 （学校生活の保健）                    |
| 把 握 （問題発見） | 観察・面接・記録 調査・統計・検査 校医検診                 | 環境衛生検査 (定期・日常・臨時) 観察・安全点検         | 行動観察 生活行動調査 (生活時間・清潔・食習慣等)       |
| 改 善              | 家庭連絡 保健指導 健康相談 経過観察 教育計画の調整         | 施設の改善及び新設（飲料水消毒装置・電燈・防虫網など） | 保健安全指導 家庭連絡 不健康・不安全行動の禁止（規制） |
| 予防（維持）増進   | 感染症予防 救急処置                                        | 清掃 換気（窓の開放） 採暖                             | 臨機の保健・安全指導                                   |
| 予防（維持）増進   | 保健指導（安全指導） 児童・生徒保健組織活動 学校保健委員会 |                                                        |                                                        |

### 子どもの心身の健康に関連する心理・社会的要因の研究（1972年～）
学業成績段階、悩み・楽しみ、自信・劣等感・不安、意欲、健康生活、学級の精神的環境、保護者の養育態度などの諸要因と心身の健康との関連についての調査研究

#### ＜児童・生徒の健康に関連する諸要因-問題理解と支援のための保健指導-４）＞

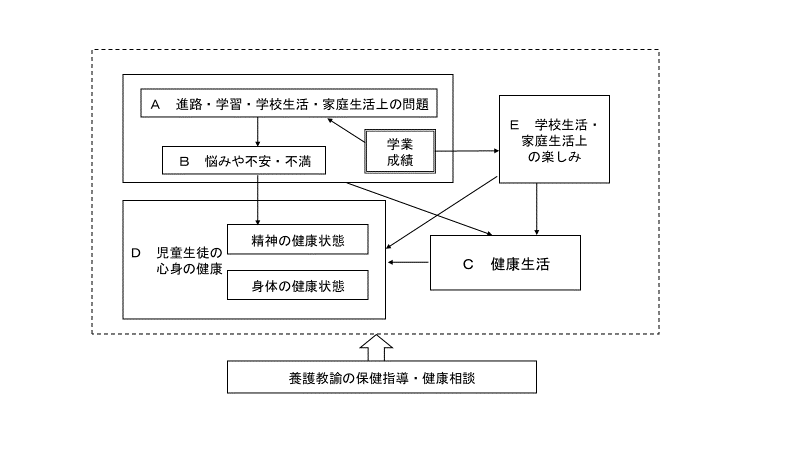
心身の健康に関連する諸要因

この研究は、進路・学習の問題や学校・家庭生活上の問題が、悩みや不安・不満をもたらし、それが梅雨学生の精神の健康状態、身体的健康状態（心身の健康）に影響するのではないか。また、学校生活・家庭生活上の問題から生ずる悩みや不安は、それから生ずる悩みや不安などには、本人の学業成績は大きな要因となっている。一方、学校生活・家庭生活上の問題から生ずる悩みや不安は、日常の睡眠時間・学習時間などの生活時間や食生活の送り方に影響を及ぼすことも考えられる。これらの関連性について調査研究したものである。(心身の健康に関連する諸要因)

### 心身の健康問題を持つ生徒の把握と支援に関する研究（1985年）5)
この研究では、健康問題をもつ生徒への学級担任による支援効果についてみている。担任が「問題あり」とする群と生徒自身の健康問題が高かった群を比較すると、その両者にはズレがあることが示された。しかし、学級担任による個別指導（受容・承認的、指示的な支援）を行った生徒には好転した事例がみられたという結果が得られた。

### 養護教諭の専門的機能に関する研究６）（1972年～）
養護教諭の専門的機能について研究した成果をまとめたのが「養護教諭－その専門性と機能－」（1970年2月1日発行）であった。さらに研究を重ね、1985年4月1日「改訂養護教諭－その専門性と機能－」を出版した。本書[m1] には、学校保健の変遷・意義・構造とともに養護教諭専門職化の過程及び養護の専門的機能、養護の内容が示されている。

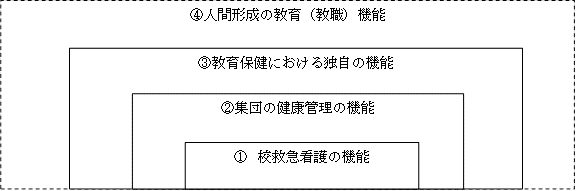
養護教諭の専門的機能の発展過程

#### ＜養護教諭の専門性＞
養護教諭の専門的機能の拡大・発展過程を4層構造として示した。歴史的発生として、第1層は「学校救急看護の機能」、第2層は「集団の保健管理の機能」、第3層は「教育保健における独自の機能」、第4層は「人間形成の教育（教職）機能」とした３）。

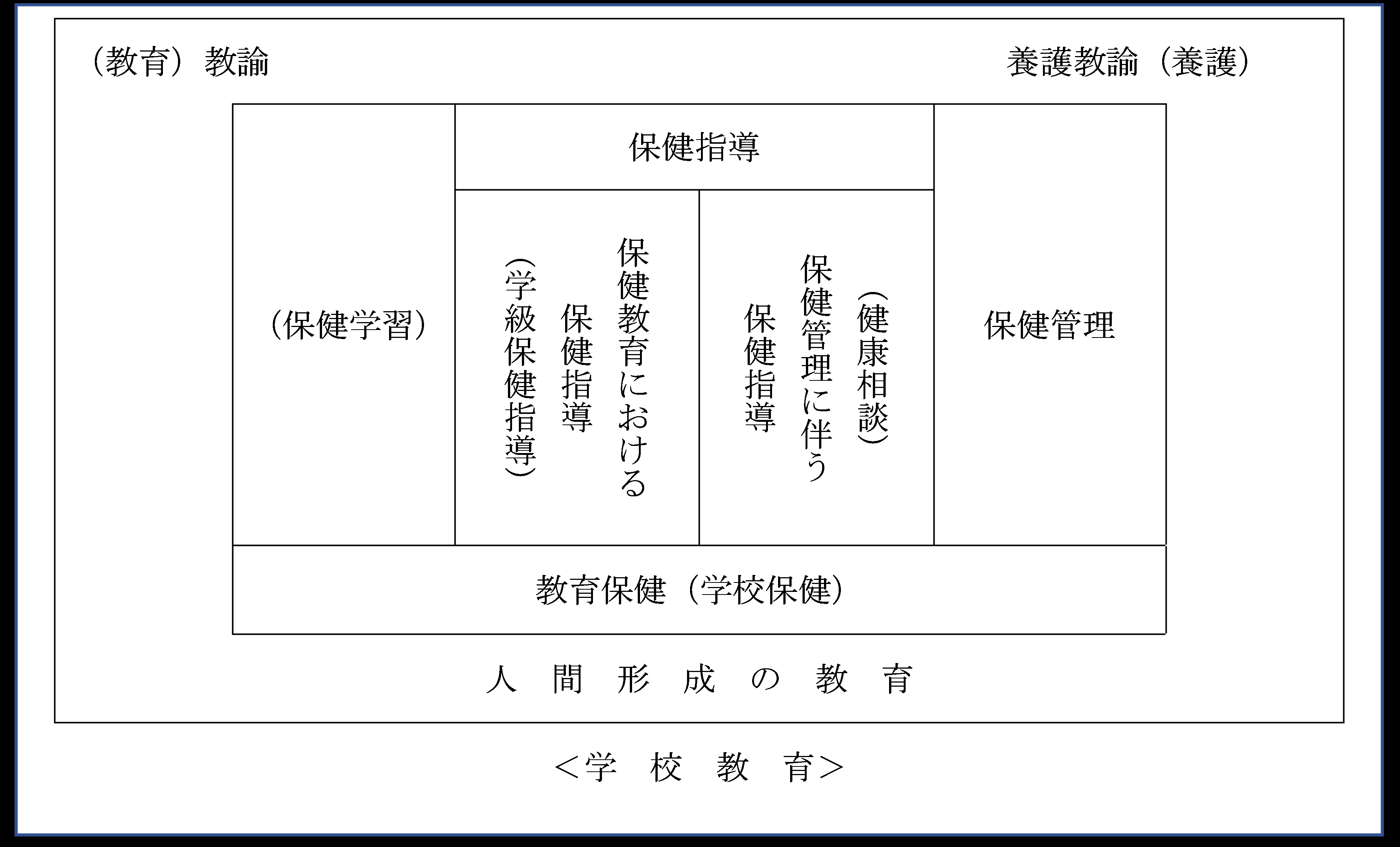
学校教育・教育保健（学校保健）と養護

#### ＜養護の現代的意味＞
「養護」について次のように説明している。 「①学校救急看護」と「②集団の健康管理」の機能を包含した「③教育保健における独自な機能」は、現代的な「養護」の内容と一致する。これを「狭義の養護」とし、それに「④人間形成の教育機能」を合わせたものを「広義の養護」とする。

#### ＜養護教諭の職務－機能の体系化試案五＞７）
養護教諭の職務は、保健管理・保健指導の専門職としてその計画立案・運営・実施にあたるとともに、教育職員の一員として人間形成の教育につとめることにあるとした。具体的には、「計画（企画）」、「運営」、「健康把握（問題発見・診断））、「改善」、「予防・維持・増進」、「評価」、「教育」、「研修」の8項目である。
表2　養護教諭の専門的機能の項目の構成
| 学校保健（広義の養護）         | 学校保健 （狭義の養護）        | 計画・運営                     | １ 計画（企画）         |
| 学校保健（広義の養護）         | 学校保健 （狭義の養護）        | 計画・運営                     | ２ 運営                 |
| 学校保健（広義の養護）         | 学校保健 （狭義の養護）        | 活動                           | ３ 健康把握（問題発見） |
| 学校保健（広義の養護）         | 学校保健 （狭義の養護）        | 活動                           | ４ 改善                 |
| 学校保健（広義の養護）         | 学校保健 （狭義の養護）        | 活動                           | ５ 予防・増進           |
| 学校保健（広義の養護）         | 学校保健 （狭義の養護）        | 評価                           | ６ 評価                 |
| 学校保健（広義の養護）         | 教育（教職）機能               | 教育（教職）機能               | ７ 教育                 |
| 専門職(教育公務員)としての責務 | 専門職(教育公務員)としての責務 | 専門職(教育公務員)としての責務 | ８ 研修                 |

＊学校保健の活動過程の観点からみると次のようになる。
健康把握（問題発見）→分析→計画化→実施（活動）→評価

### 養護教諭養成に関する研究２）
(1)　1962年度に、「茨城大学教育学部養護教諭員養成課程（1年課程）」に赴任した。看護婦免許所有が入学資格であった。氏はここで養護教諭養成を始めた。
(2)　1965年度から、全国８ブロックに各１国立大学に配置され、茨城大学は1967年度に設置された。関東地区には茨城大学のほかに千葉大学が後発（1969年）で加わることとなり、全国の国立９大学に「養護教諭養成所（３年課程）」が設置されることとなった。養護教諭の専門性を担保するには４年制の教育機関が必要であるとの考えから、養護教諭養成所が抱える問題を解決し、養護教諭養成制度を確立するための運動が始まった。その運動のために組織されたのが「国立養護教諭養成所協会（略称）国養協」」である。この運動推進の理論的支柱となり活動した。
(3)　1975年度、「茨城大学教育学部養護教諭養成課程（4年課程）」が設置され、現在に至る。

### 健康相談を学ぶ会設立と健康相談学会と救急看護学会との関連
①1980年3月、現職養護教諭らの切実な声から、小倉学と神奈川県立衛生短期大学（当時）の飯田澄美子の呼びかけにより「健康相談を学ぶ会」設立をした８）。それは、「教育相談」や心理職が行う「カウンセリング」とは異なる、養護教諭独自の方法論をもつ「健康相談」が行われているとして、保健室における養護教諭の相談的対応に関する事例検討会が定期的に開催された。
②2004年11月、「日本学校健康相談学会」が設立された９）。当時、「健康相談を学ぶ会」をはじめ、各地で研究活動が行われていた。このような研究活動の交流をはかるとともに、研究を推進するための共同の組織を設立し、それを育てていくために設立されたものである。さらに養護教諭が行う健康相談の活動を支える理論と方法に関する研究を発展させ構築していくことを目的としている。
③2006年2月「日本学校救急看護学会」が設立された９）。これは、養護教諭による健康相談の活動が、十分な実をあげるためには、子どもたちや大人・社会からの養護教諭に対する信頼がなければならない。それには、養護教諭が日常的に対応している心身の不調やケガの発生時の対応（あわせて学校救急看護）の確かさも大きな要素となろう。そこで、養護教諭の養護の方法の一環として、独自の体系に基づく「学校救急看護」についての理論的構築をめざし、一人ひとりの研究を交流し相互の研究を深め合うことを目的としている。

## 著作

### 書籍

#### 学校保健関係
(1)「身体と教育」（現代教育学講座・第14巻）（共著），Ⅶ．保健教育の問題，岩波書店，1962年
(2)「保健科教育法」（共著），学文社，1969年
(3)「健康と運動」（教科教育学大系・第8巻）（共著），第一法規，1974年
(4)「現代保健科教育法」（共編），大修館，1974年
(5)「小学校保健教育の計画と実践」（編著），ぎょうせい，1977年
(6)「中学校保健教育の計画と実践」（編著），ぎょうせい，1981年

#### 学校保健管理関係
(1)「身体と教育」（現代教育学講座・第14巻）（共著），Ⅳ．学校経営と子どもの身体，岩波書店，1962年
(2)「学校保健の進め方」（共著），医歯薬出版，1962年
(3)「学校保健の研究調査法」，東山書房，1973年
(4)「学校保健活動」，東山書房，1974年
(5)「学校保健」，光生館，1983年
(6)「生徒指導活動の評価」（実践　学校経営診断・第４巻）（共著），７章
保健管理・指導を診断する，ぎょうせい，1989年
(7)「教職員の人間関係とモラールの診断」（実践　学校経営診断・第4巻）（共著），5章
　教員の健康管理を診断する，ぎょうせい，1989年

#### 養護教諭関係
(1)「養護教諭－その専門性と機能－」，東山書房，1970年（1986年改訂）
(2)「学校健康相談・指導事典」（共著），1980年
(3)「個別的保健指導の進め方」，東山書房，1981年
(4)「養護教諭の職務」，ぎょうせい，1985年
(5)「これからの養護教諭の教育」（共著），東山書房，1990年

#### 地域保健関係
(1)「地区診断理論と実際－農村社会と衛生教育－」（共著），績文堂，1959年
(2)「コミュニティー・アプローチの理論と技法」（共著），績文堂，1963年
(3)「健康農村活動の展開と評価－千代田地区の10年の歩み－」（共著），第一生命保険相互会社，1968年

### 主要論文
(1)学校保健と養護教諭の職務（1,2,3），学校保健研究Ⅴ.５，No.1，ｐ15-21，No.４，p13-20，No10，p6-11，1963年
(2)養護教諭の専門性と役割，保健の科学，V.９，No.５，p218-220，1967年
(3)養護教諭の任務と養成，保健の科学，V.10，No.４，p179-181，1968年
(4)養護教諭の養成の現状と問題点，学校保健研究V.13，No.１，p29-38，1971年
(5)養護教諭の職務と今後の課題，学校保健研究V.15，No.７，p317-332，1973年
(6)学校医・学校歯科医に対する養護教諭のニーズについて（共著），学校保健研究V.22，No.２，p87-95，1980年
(7)養護教諭の現在，こころの科学V.３，p119-124、1985年
(8)養護教諭が立案する諸計画の比較検討－学校保健計画・養護教諭執務計画・保健室経営案について－（共著），学校保健研究V.28，No.６，p285-294，1986年
(9)今日の子どもの健康問題と養護教諭の役割，学校保健研究V.29，No.３，p102-108，1987年
(10)保健室における養護教諭の対応の実態－来室状況・要因・相談的対応を中心に－（共著），学校保健研究V.29，No.11，p523-529，1987年
(11)養護教諭に対する保護者のニーズ－執務項目選択・要望内容を中心に－（共著），学校保健研究V.30，No.２，p78-84，1988年
(12)保健室での健康相談の進め方の特質について（共著）学校保健研究V.30，No.３，p141-148，1988年
(13)いま学校で保健室がはたしている役割，学校教育相談V.２，No.11，p6-12，1988年

(14)養護教諭の満足・不満足要因について－16年前の調査結果との比較を中心に－（共著），学校保健研究V.31，No.５，p244-250，1989年